# Jan Johansson
För andra betydelser, se Jan Johansson (olika betydelser).

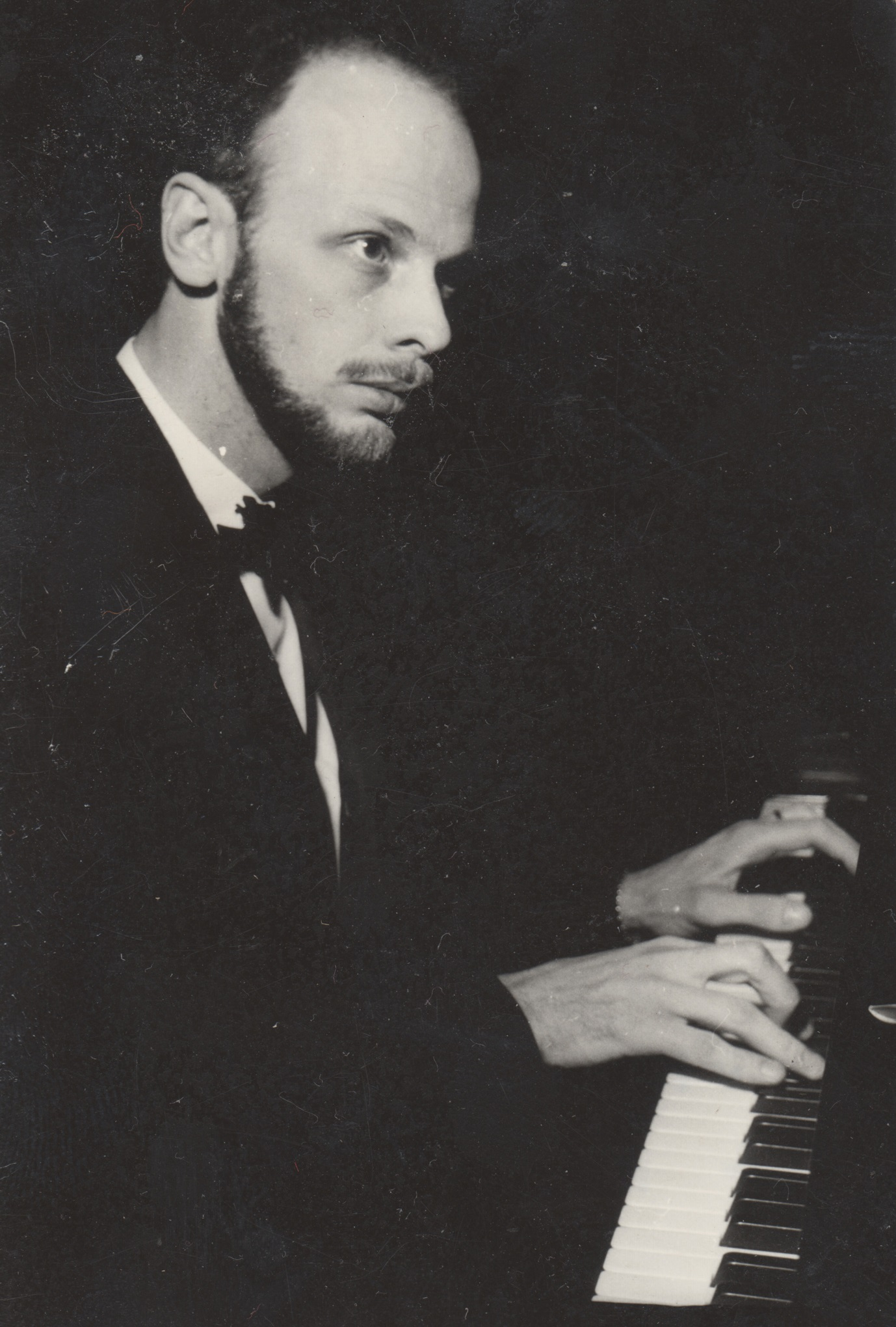
Jan Johansson.

Jan Johansson, född 16 september 1931 i Onsäng, Söderala församling, Hälsingland, död i en bilolycka 9 november 1968 i Sollentuna, Stockholms län, var en svensk pianist, jazzmusiker, arrangör och kompositör.

## Biografi
Jan Johansson började spela piano 1942, och var senare medlem i Gunnar Hammarlunds orkester i Söderhamn. Efter studentexamen vid Söderhamns högre allmänna läroverk 1951 flyttade han till Göteborg för att påbörja studier i elektroteknik vid Chalmers tekniska högskola. Som fritidssysselsättning var han där kapellmästare och pianist i flera Chalmersspex , bland annat Henrik 8, Gustav E:son Vasa och Katarina II, samt spelade i Allianceorchestret. Musiken i dessa Chalmersspex var hämtad från folkmusik som sedermera utmynnade i Jazz på Svenska och Jazz på Ryska. Han avbröt dock sina studier för att ägna sig åt musik på heltid. 
Åren 1956–1959 spelade han i Gunnar Johnsons kvintett i Göteborg med bland andra tenoristen Erik Norström. Från och med juni 1959 spelade han ett drygt halvår på jazzklubben Montmartre i Köpenhamn tillsammans med Stan Getz och andra amerikanska musiker. Johansson var den förste europeiske medlemmen i Jazz at the Philharmonic i en europeisk turné under våren 1960. 
År 1961 kom han till Stockholm och började i Arne Domnérus berömda orkester samt ledde egna triokonstellationer med basisten Georg Riedel och trumslagaren Egil Johansen och därefter med Riedel och gitarristen Rune Gustafsson. Fram till 1965 ingick han i Harry Arnolds radioband och blev därefter en av de starkaste personligheterna i Radiojazzgruppen. Han medverkade som pianist, kompositör och arrangör i åtskilliga radioprogram och radioserier, i TV och i teatersammanhang, komponerade filmmusik och musik till jazzbaletter under ledning av koreografer som Lia Schubert och Walter Nicks. Jan Johansson framträdde runtom i Sverige och i övriga nordiska länder och hade framgångar i Tallinn (internationella jazzfestivalerna 1966 och 1967), i Norddeutscher Rundfunk i Hamburg, vid jazzfestivalen i Prag 1967, med mera.
År 1962 flyttade han till ett radhus i Upplands Väsby utanför Stockholm. Sin största publik har han nått med sina versioner av svensk folkmusik i kombination med jazz, framför allt Jazz på svenska, som har blivit en modern klassiker och som i olika utgåvor (EP, LP, CD) fram till 2009 har sålt i närmare 400 000 exemplar. Han skrev signaturmelodin – Här kommer Pippi Långstrump – till TV-serien (första gången visad 1969) byggd på Astrid Lindgrens barnbok Pippi Långstrump.
År 1966 medverkade Johansson tillsammans med bland andra Rune Gustafsson, Sture Nordin och Egil Johansen på inspelningen av Cornelis Vreeswijks tredje skiva Grimascher och Telegram. Skivan innehåller några av Vreeswijks största låtar såsom Balladen om herr Fredrik Åkare och den söta fröken Cecilia Lind.
Jan Johansson dog i en bilolycka 9 november 1968. På väg till tåget, för att sedan resa till en spelning i Jönköping, kolliderade han med en flygbuss på E4:an vid Tureberg i Sollentuna köping, och avled omedelbart. Jan Johansson ligger begravd på Skogskyrkogården i Stockholm.
I Johanssons hemstad Söderhamn finns sedan 2003 ett konstverk, "Jazzparken", till hans minne, där den tidigare Apoteksparken var belägen. Konstverket består av en ellipsformad grusplan i en sluttning, och nedsänkt under marken finns ljusbrunnar med glaskulor.
Inför millennieskiftet 2000 utnämnde Hälsingekurirens läsare i en omröstning Johansson till "Århundradets söderhamnare".
År 1999 kom dokumentärfilmen Trollkarlen – en film om Jan Johansson, av Anders Østergaard.
Jan Johansson var radioamatör med anropssignalen SM5BOS.

## Familj
Jan Johanssons föräldrar var distriktschefen Valter August Johansson och småskollärarinnan Ingeborg Persson. Han var från 1957 gift med Else Bergström (1928-2022) och de fick två söner, Jens Johansson som är musiker i finska Stratovarius och Anders Johansson som är trummis i bland annat amerikanska Manowar, samtidigt som båda kanske är mest kända för att ha spelat med gitarristen Yngwie Malmsteen. 

## Stipendiefond
En stipendiefond, Jan Johanssons minnesfond, inrättades 1968 på initiativ av bland andra Arne Domnérus. Det första Jan Johansson-stipendiet delades ut året därpå och har sedan årligen delats ut. Stipendiefonden förvaltas av Svenska musikerförbundet.

## Priser och utmärkelser
- 1960 – Gyllene skivan, "Årets bästa svenska jazzskiva" för Mäster Johansgatan 12
- 1961 – Gyllene skivan, "Årets bästa svenska jazzskiva" för 8 Bitar Johansson
- 1966 – 3:e pris vid Jazzfestivalen i Prag
- 1969 – Grammis, "Juryns hederspris" och "Årets jazzskiva" för Höstspelor
- 1969 – Spelmannen
- 1970 – Grammis, "Juryns hederspris" och "Årets jazzskiva" Musik genom fyra sekler
- 1972 – Grammis, "Årets jazzproduktion" för 300 000 km/sek
- 2000 – Django d'Or ("Legend of Jazz")
- 2014 – Invald i Swedish Music Hall of Fame[12]

## Kompositioner
- Blues for Lange
- Blues i dimma
- Blues i Söderhamn
- Blues al fine
- Rörelser
- Rotation
- Mobil
- 10 augusti
- Måndag kväll
- A+B
- 300 000
- Staden mellan broarna
- Fortare men ändå inte fortare
- Fem spelor
- Hommage a Adolphe Sax
- Astral blues
- Ugglor i Stora Mossen
- Den korta fristen
- Het sommar
- Hej blues
- Per Anders dröm
- Vänliga hälsningar
- Du glädjerika sköna
- Trumpeticon
- Generalens dröm
- Generalen kommer hem
- Vedergällningen
- Silentium
- Minnen av Sverige
- Mitt piano

## Filmmusik[13]
- 1962 – Siska (Alf Kjellin)
- 1963 – Barnvagnen (Bo Widerberg)
- 1963 – Lyckodrömmen (Hans Abramson)
- 1965 – Ett sommaräventyr (Håkan Ersgård)
- 1966 – Nattlek (Mai Zetterling)
- 1967 – Skrållan, Ruskprick och Knorrhane (Astrid Lindgren-Olle Hellbom)
- 1969 – Biprodukten (Kurt-Olof Sundström)[14]
- 1969 – Pippi Långstrump (TV-serie) signaturmelodin till Astrid Lindgrens och Olle Hellboms TV-serie och filmer om Pippi Långstrump
- 1971–2006 – Hem till byn (TV-serie) signaturmelodin: Berg-Kirstis polska

## Diskografi

### LP
- 1961 – 8 bitar Johansson (Megafon MFLP 1)
- 1962 – Innertrio (Megafon MFLP 2)
- 1964 – Jazz på svenska med Georg Riedel (Megafon MFEP och MFLP S4)
- 1964 – Rörelser (Megafon MFLP)
- 1964 – In pleno (Megafon MFLP 5)
- 1965 – Äventyr i jazz och folkmusik med Georg Riedel, Bengt Hallberg (Caprice)
- 1966 – Barnkammarmusik med Bengt-Arne Wallin (Megafon MFLP 7)
- 1966 – Live in Tallinn med Rune Gustafsson, Georg Riedel
- 1967 – Jazz på ryska med Georg Riedel, Egil Johansen, Arne Domnérus m fl (Megafon MFLP)
- 1968 – Den korta fristen med Radiojazzgruppen (Sveriges Radio)
- 1968 – Jazz på ungerska med Svend Asmussen (Megafon MFLP S11)
- 1969 – Musik genom fyra sekler (box med 3 LP, Megafon MFLP S12–14)
- 1969 – På skiva med Jan Johansson (Megafon MFLP S16)
- 1969 – Vårdkasar med Radiojazzgruppen (Sveriges Radio RELP 1071)
- 1970 – Frostrosor med Radiojazzgruppen och Georg Riedel (Sveriges Radio RELP-1090)
- 1972 – Younger Than Springtime med Arne Domnérus (Artist)
- 1972 – 300.000 (Megafon MFLP S18)
- 1973 – Jan Johansson spelar musik på sitt eget vis (dubbelalbum, Megafon MFLP S20)
- 1978 – M (samlingsalbum, Megafon MFLP S24–25)

### CD
- 1988 – Folkvisor (samlingsalbum, bestående av båda albumen Jazz på svenska och Jazz på ryska på en och samma CD, Megafon MFCD-0410)
- 1991 – Den korta fristen. Jan Johansson och Radiojazzgruppen (Heptagon HECD-001)
- 1994 – 8 bitar / Innertrio (Heptagon HECD-005)
- 1994 – 300.000 (Heptagon HECD-006)
- 1994 – Longing (Phono Suecia)
- 1995 – Live in Tallinn (Heptagon HECD-007)
- 1995 – En resa i jazz och folkton (samlingsalbum, Heptagon HECD-018)
- 1995 – Intervju med ett piano (Rosa Honung ROSACD 61)
- 1996 – Jazz på ungerska / In pleno (Heptagon HECD-014)
- 1996 – Barnvisor  (Heptagon HECD-017)
- 1997 – Blues (Heptagon HECD-018)
- 1999 – Younger Than Springtime 1959-61 (Dragon DRCD 186)
- 2005 – Jazz på svenska (remaster, Heptagon HECD-030)
- 2006 – Jazz på ryska (remaster, Heptagon HECD-031)
- 2006 – Musik genom fyra sekler (remaster, Heptagon HECD-032)
- 2007 – Piano – ett urval 1960–1968 (samlingsalbum, Heptagon HECD-033)
- 2011 – Jan Johansson in Hamburg with Georg Riedel (ACT)
- 2011 – Stan Getz at Nalen with Jan Johansson (Riverside)

## Bilder

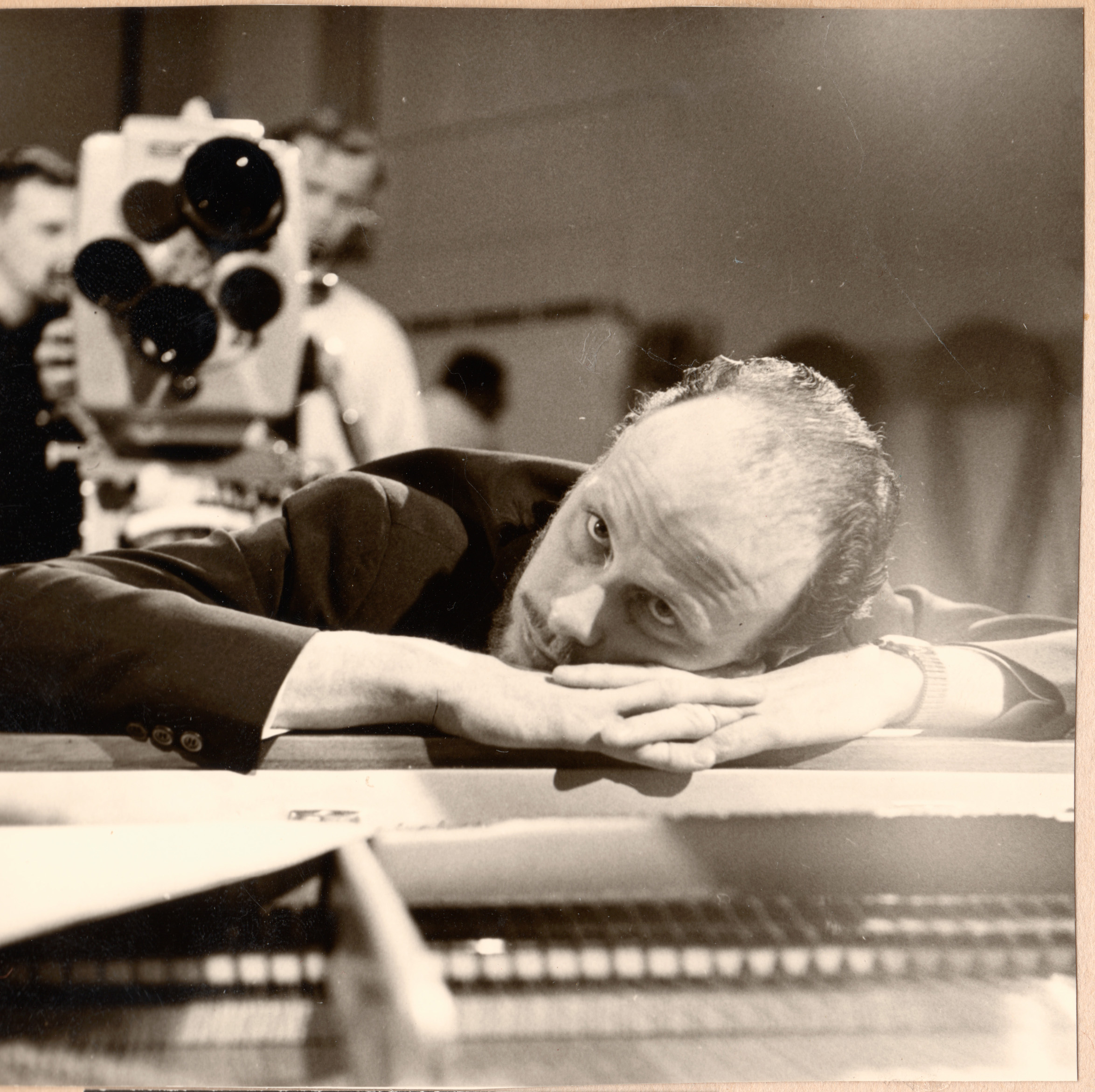
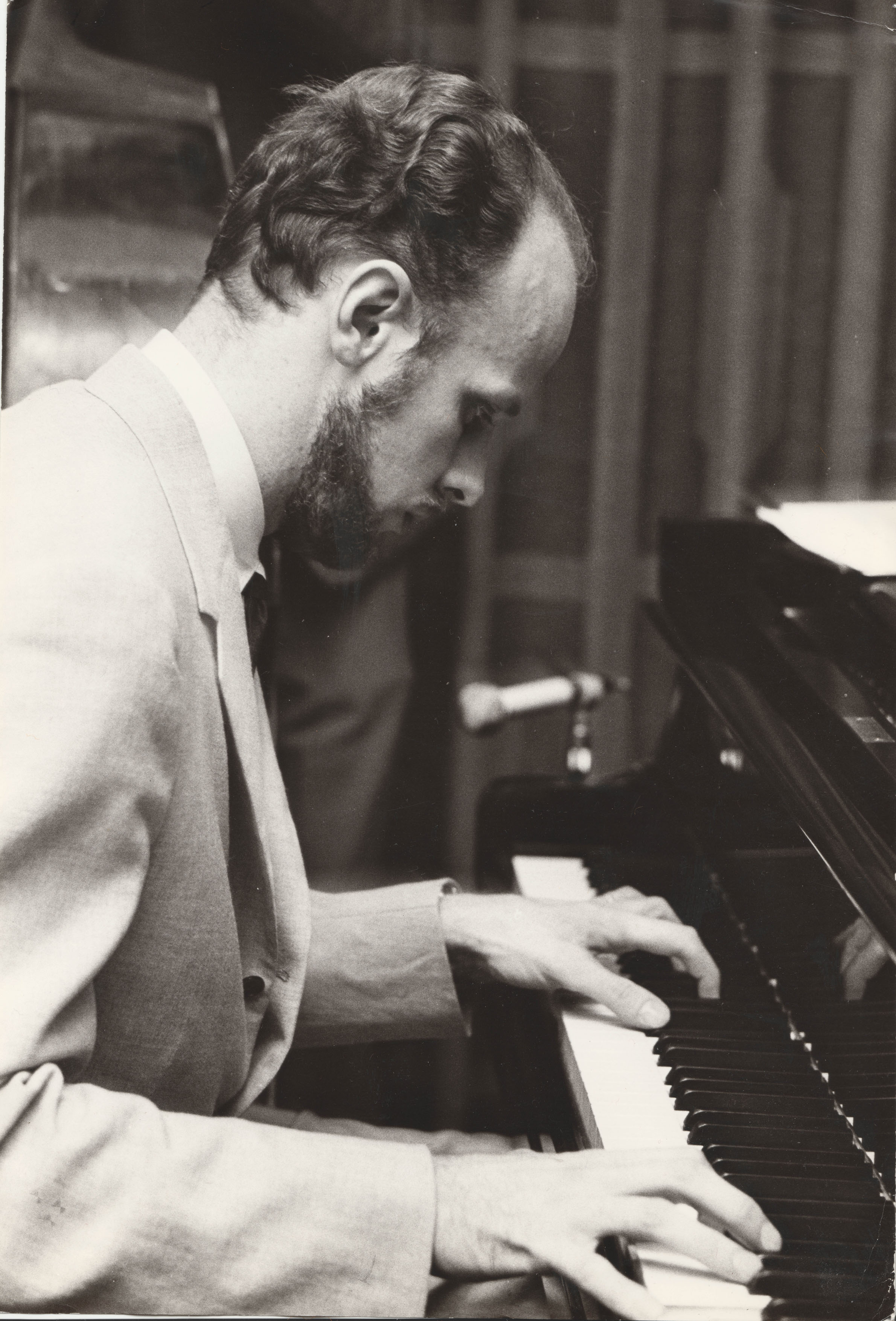
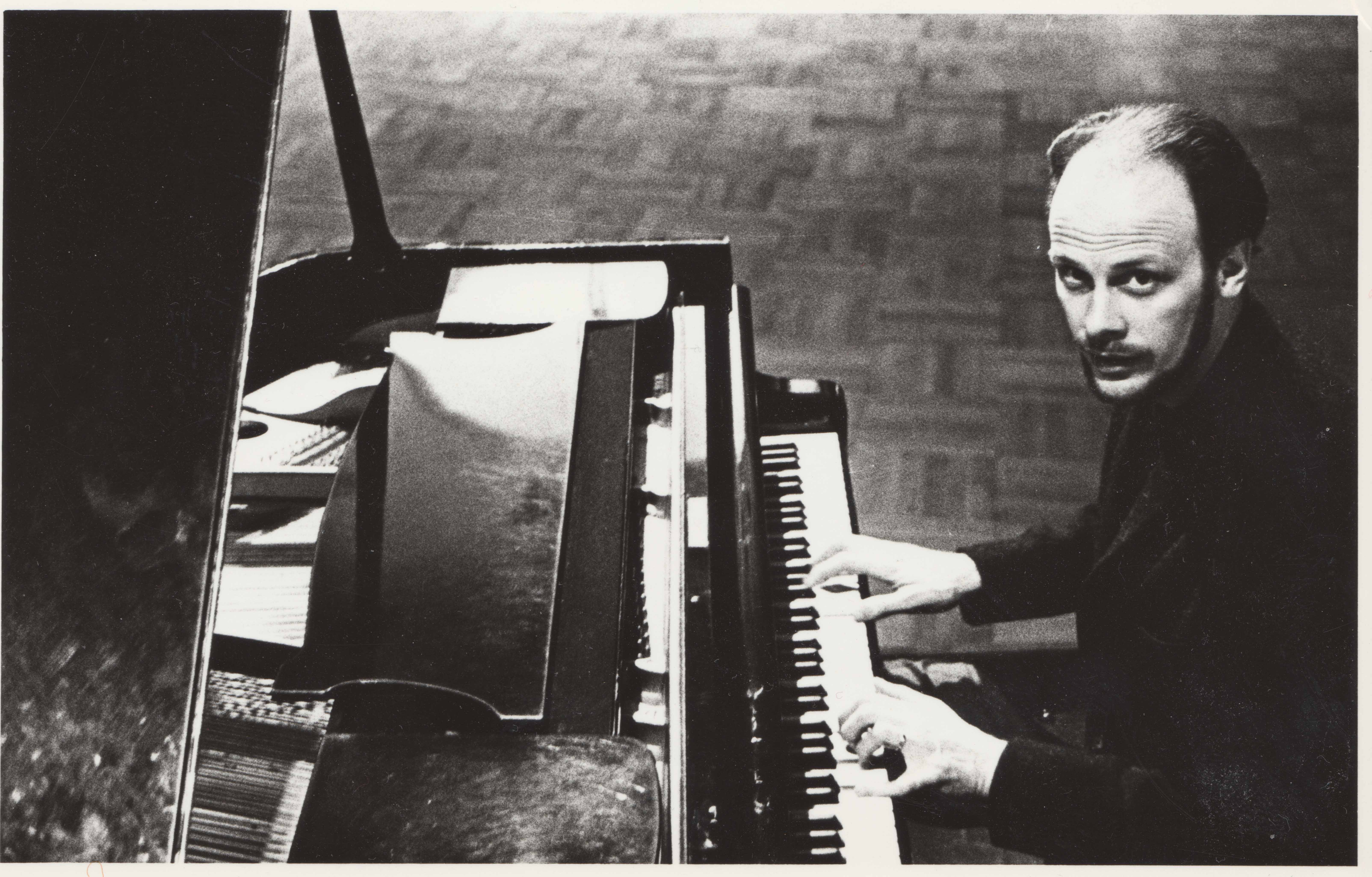